# Die Flut (Oper)
Die Flut ist eine Kammeroper in einem Akt von Boris Blacher. Das Libretto verfasste Heinz von Cramer, basierend auf einer Erzählung von Guy de Maupassant. Uraufführung der szenischen Fassung – vorausgegangen war 1946 eine Funkoper – war am 4. März 1947 in Dresden.

## Handlung
Schauplatz ist eine Sandbank am Wrack eines gestrandeten alten Seglers, gestern, heute oder morgen.
Nicht allzu weit vom Ufer entfernt strandete vor ein paar Jahrzehnten ein Segelschiff auf einer Sandbank. Gespannt blicken drei Leute, die sich auf einer Vergnügungsreise befinden und am Ufer Zwischenstation eingelegt haben, auf das Wrack: ein alter Bankier mit seiner mädchenhaften Geliebten und ein junger Mann, der einen etwas zwielichtigen Eindruck erweckt. Schließlich bitten die drei Touristen einen Fischer, sie zu dem Wrack zu führen. Weil dieser gleich an dem Mädchen Gefallen gefunden hat, begleitet er die drei Fremden durch das Watt.
Während die Touristen den alten Segler besichtigen, lässt die Flut das Wasser höher und höher steigen, bis es das Schiffswrack umschließt. Jetzt bekommt es der alte Bankier mit der Angst zu tun. Er zieht sein ganzes Geld, das er bei sich hat, aus der Tasche und verspricht es demjenigen zu schenken, der sich traut, ans Ufer zu schwimmen und ein Boot zu holen. Enttäuscht muss er feststellen, dass sowohl der junge Mann als auch der Fischer keinen Wert auf sein Geld legen, wenn auch aus völlig unterschiedlichen Motiven. Letzterer schäkert ganz verliebt mit dem jungen Mädchen, und dieses ist so von den starken Armen des Fischers angetan, dass sie sein Flirten nur allzu gerne erwidert. Der junge Mann hingegen – vom Anblick der vielen Scheine gierig geworden – hegt nur noch die Absicht, bei der nächstbesten Gelegenheit den Bankier zu berauben.
Nach und nach geht die Flut zurück. Sah der Bankier noch vor wenigen Minuten wie ein Häuflein Elend aus, erwachen in ihm jetzt wieder die Lebensgeister. Doch seine Freude währt nur kurz; denn der junge Mann fordert ihn auf, sein gesamtes Geld herauszurücken. Als der Alte sich weigert, sticht ihn der junge Mann kurzerhand nieder. Zuerst zeigt sich das Mädchen entsetzt über das Geschehene, doch als der junge Mann sie auffordert, mit ihm zu kommen, siegt in ihrem Inneren der Wunsch nach einem sorglosen Leben und Luxus. Aus ebendiesem Grunde hatte sie sich schon von dem alten Bankier aushalten lassen; Liebe ist nicht ihr Beweggrund!
Der Fischer bleibt allein mit der Leiche des Alten auf dem Schiffswrack zurück. Naiv in Gedanken versunken träumt er, wie das Mädchen zu ihm zurückkehrt. Er ahnt nicht, dass dies nie der Fall sein wird.

## Musik
Die Orchestrierung ist minimal: fünf Bläser und ein Streichquintett. Dieses zehnköpfige Kammerorchester legt Zeugnis davon ab, wie es dem Komponisten gelungen ist, die vier handelnden Personen musikalisch zu charakterisieren. Die Musik ist sowohl melodisch als auch rhythmisch sehr reich an Kontrasten. Ungewöhnlich ist, dass der Kammerchor alle szenischen Anweisungen mitsingt. Dies lässt sich daraus erklären, dass das Werk ursprünglich für den Rundfunk komponiert worden war.

## Inszenierungen und Rezeption
Der Minimalismus der Oper Die Flut in Besetzung, Orchestrierung, Raumbedarf und geringen Anforderungen an die Bühnentechnik setzte sich in Blachers nächster Oper Die Nachtschwalbe (1948) fort. Während diese Beschränkung der Mittel wohl den Umständen der unmittelbaren Nachkriegszeit geschuldet war, zeigen die beiden Bühnenwerke in ihrem gesellschaftskritischen Themen und der Anlehnung an die Zeitoper auch inhaltliche und stilistische Gemeinsamkeiten. Die Konzentration auf den einzelnen Darsteller und Solisten ermöglichte Blacher eine intensive Dramaturgie.
Die Oper fand keinen festen Platz im Repertoire und wird heute nur noch selten gespielt. 2010 wurde Die Flut zusammen mit zwei anderen Kurzopern von Blacher (Abstrakte Oper Nr. 1 und Ariadne) an der Komischen Oper in Berlin inszeniert.